# Dyscolorhinus
Dyscolorhinus is een geslacht van rechtvleugeligen uit de familie Pyrgomorphidae. De wetenschappelijke naam van dit geslacht is voor het eerst geldig gepubliceerd in 1899 door Saussure.

## Soorten
Het geslacht Dyscolorhinus omvat de volgende soorten:
- Dyscolorhinus squalinus Saussure, 1899
- Dyscolorhinus vittatus Kevan, Akbar & Singh, 1964